# Sanctuaire Notre-Dame-du-Liban de Harissa
Le sanctuaire Notre-Dame-du-Liban (en arabe : سيدة حريصا في لبنان) est un édifice religieux catholique de l’Église maronite, et un lieu de pèlerinage dédié à la Vierge Marie en tant que patronne et protectrice du Liban. Sis sur une colline rocheuse dominant la mer, dans le village de Harissa (district de Kesrouan), il consiste en deux bâtiments proches mais séparés : la chapelle originale édifiée en 1908 qui est surmontée de la statue monumentale de Notre-Dame du Liban, et l’église moderne de grande dimension édifiée dans les années 1980 et élevée au rang de basilique mineure. Depuis 1908 les services pastoraux y sont assurés par des prêtres de la congrégation des missionnaires libanais.

## Histoire
Le 8 décembre 1854, le pape Pie IX définissait de manière solennelle le dogme de l’Immaculée Conception. Cette proclamation solennelle venant après une consultation de l’épiscopat catholique du monde entier qui avait unanimement marqué son accord, fut un événement considérable dans l’Église catholique.

### Sanctuaire et chapelle
Cinquante ans plus tard, en 1904, l’Église maronite (catholique orientale) au Liban souhaite marquer de manière particulière l’anniversaire de cette importante date de l’histoire de la dévotion à l’Immaculée conception. L’initiative de cet hommage marial en vient à Elias Hoyek, patriarche maronite d’Antioche et de tout l’Orient, et au nonce apostolique au Liban et en Syrie (en), Pierre-Gonzalès-Charles Duval ainsi qu’au jésuite suisse Lucien Cattin, selon les archives dévoilées par l’historien libanais Christian Taoutel. Le projet d’un monument religieux pour perpétuer le souvenir de cette proclamation mariale est adopté. Il sera l’expression de l’amour du peuple libanais pour la Vierge-Marie à travers les âges, et au cours d’une succession de nombreuses générations chrétiennes. Après avoir consulté les évêques et des prêtres du pays, les deux prélats décident de désigner le monument marial par le nom de « Notre-Dame du Liban ».
L’emplacement choisi est une colline rocheuse de Harissa nommée « le Rocher ». Le Rocher surplombe la baie et ville de Jounieh. Du rocher on a une vue panoramique de Beyrouth au sud, de la mer Méditerranée à l’ouest et du mont Liban à l’est. La nonciature apostolique (en) autant que la résidence du patriarche maronite de Bkerké, se trouvent à proximité. La beauté du site manifeste symboliquement la magnificence et la sainteté de la Vierge Marie, Dame du Liban. C’est là-haut donc que s’élève une chapelle-sanctuaire surmontée d’une statue artistique de la Mère de Dieu, l’Immaculée Conception.
La statue, coulée en bronze, vient de France. Elle a 8,5 mètres de haut, 5 mètres de diamètre et pèse 15 tonnes. La Vierge tend ses bras vers Beyrouth, la capitale du pays alors en plein développement, comme si elle disait : « Venez vous qui aspirez à moi, et rassasiez-vous de mes dons ».
La chapelle — qui se trouve dans le socle monumental de la statue — est de forme conique. Elle est de pierres naturelles, et mesure 20 mètres de haut. Sa circonférence est de 64 mètres à la base, et de 12 mètres au sommet. Un escalier extérieur de 104 marches, en colimaçon, mène vers le sommet du socle, et aboutit aux pieds mêmes de Notre-Dame du Liban.
L’édification de la chapelle est confiée à l’entrepreneur Ibrahim Makhlif de Ain El-Rihané. Les travaux supervisés par le père Chekrallah Khoury — plus tard évêque de Tyr — sont terminés en juin 1907. L’inauguration a lieu le premier dimanche de mai 1908 en présence des autorités du pays et d’un grand concours de personnes venues des quatre coins du Liban. Le sanctuaire et la statue sont bénits par le nouveau nonce apostolique (en) Frediano Giannini (it). Et la messe pontificale solennelle est célébrée par le patriarche entouré des évêques du pays avec leur clergé. À la fin de l’office une icône de Notre-Dame du Liban est placée dans le sanctuaire. Depuis cette cérémonie et par décision du patriarche maronite, la fête liturgique de Notre-Dame du Liban est célébrée le premier dimanche du mois de mai.

### Basilique
Étant donné le nombre croissant de pèlerins et visiteurs l’idée de construire une grande église à proximité du sanctuaire Notre-Dame-du-Liban nait dans les années 1960. La forme de la basilique est un croisement architectural entre un cèdre libanais et un navire phénicien antique. Grâce à ses grandes dimensions, 115 mètres de long, 67 mètres de large, avec une hauteur s’élevant à 110 mètres au-dessus du sol, l’édifice se distingue au sommet d’une montagne de 500 mètres de haut qui surplombe la baie et ville de Jounieh.
L’église accueille confortablement jusqu’à 3 500 personnes. Elle est construite de telle manière que, de l’intérieur, les fidèles peuvent contempler Notre-Dame du Liban au sommet du sanctuaire original, à travers une grande baie vitrée — 20 mètres de large sur 42 mètres de haut — située derrière l’autel. Depuis les années 1980, de nombreuses cérémonies religieuses furent célébrés dans la basilique, en particulier durant le mois de mai, mois de Marie. Le 10 mai 1997, le pape Jean-Paul II y a célébré la messe lors de sa visite pastorale à Beyrouth.
La basilique a été conçue par l’architecte Pierre el-Khoury et restaurée en 2013 par le cabinet d’architecture 4B Architects - Said Bitar.
La restauration a fait l’objet d’un documentaire d’architecture La Toile Bleue de la Basilique -extraits d'un carnet de chantier- réalisé par Sarah Hatem.

## Aujourd’hui
Construit en 1965, le téléphérique de Jounieh permet d’arriver au sommet du « Rocher d’Harissa » en 12 minutes. Depuis lors le sanctuaire a vu le nombre de pèlerins augmenter considérablement, particulièrement durant le mois de mai, mois de Marie. Son emplacement exceptionnel avec vue panoramique sur la baie de Jounieh, en a fait également une attraction touristique de première importance. Chaque année des milliers de touristes venus du monde entier (chrétiens, musulmans et autres) visitent la sanctuaire.
Pour mieux recevoir les pèlerins un centre, appelé « Bethania », fut édifié en 2005, avec chapelle de 300 places. Il offre des possibilités de séjour pour retraites spirituelles comme pour séminaires et conférences, même de niveau international. Des pères de la congrégation des missionnaires libanais en assurent la direction comme les services spirituels et pastoraux.

## Illustrations

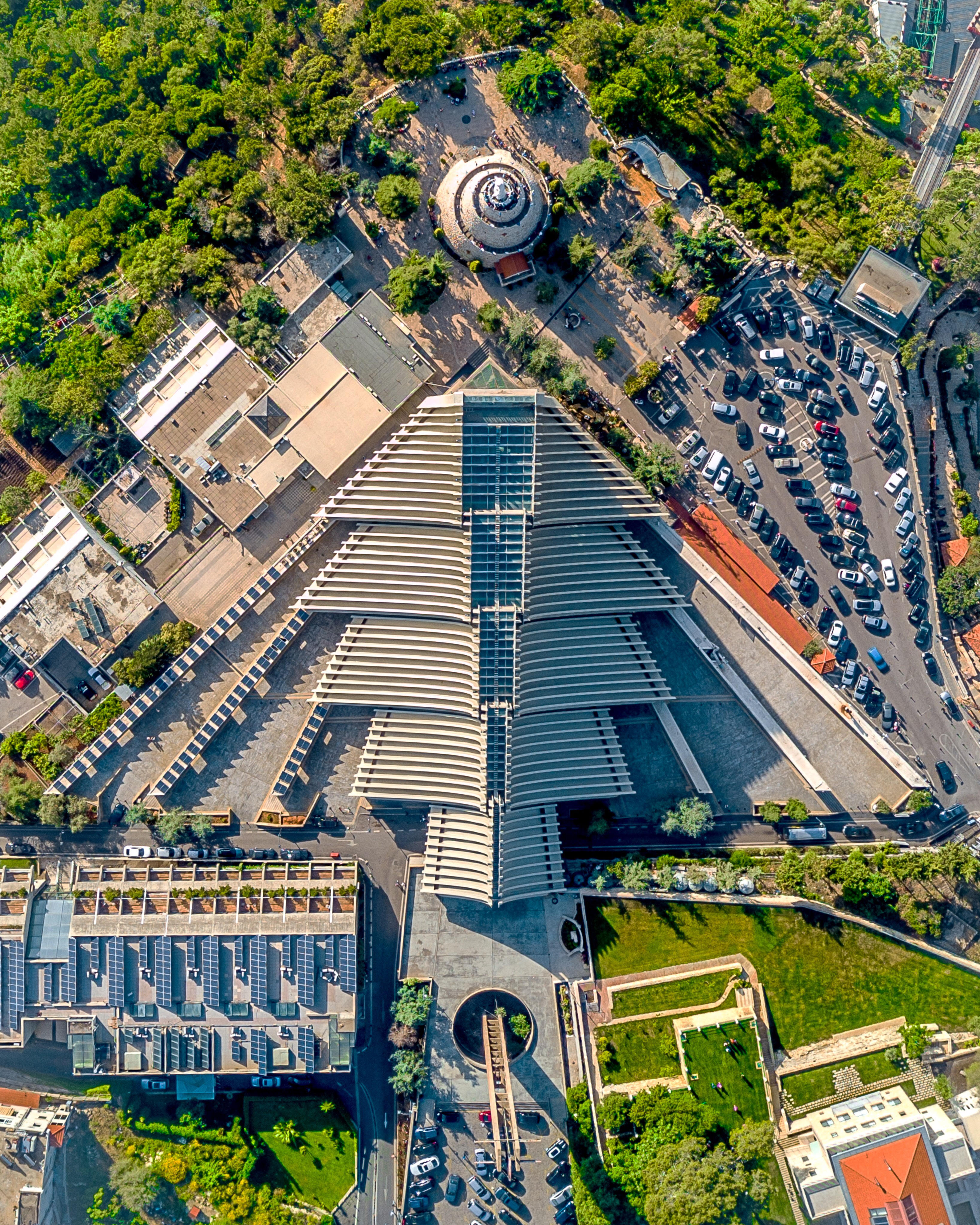
Vue aérienne du sanctuaire.
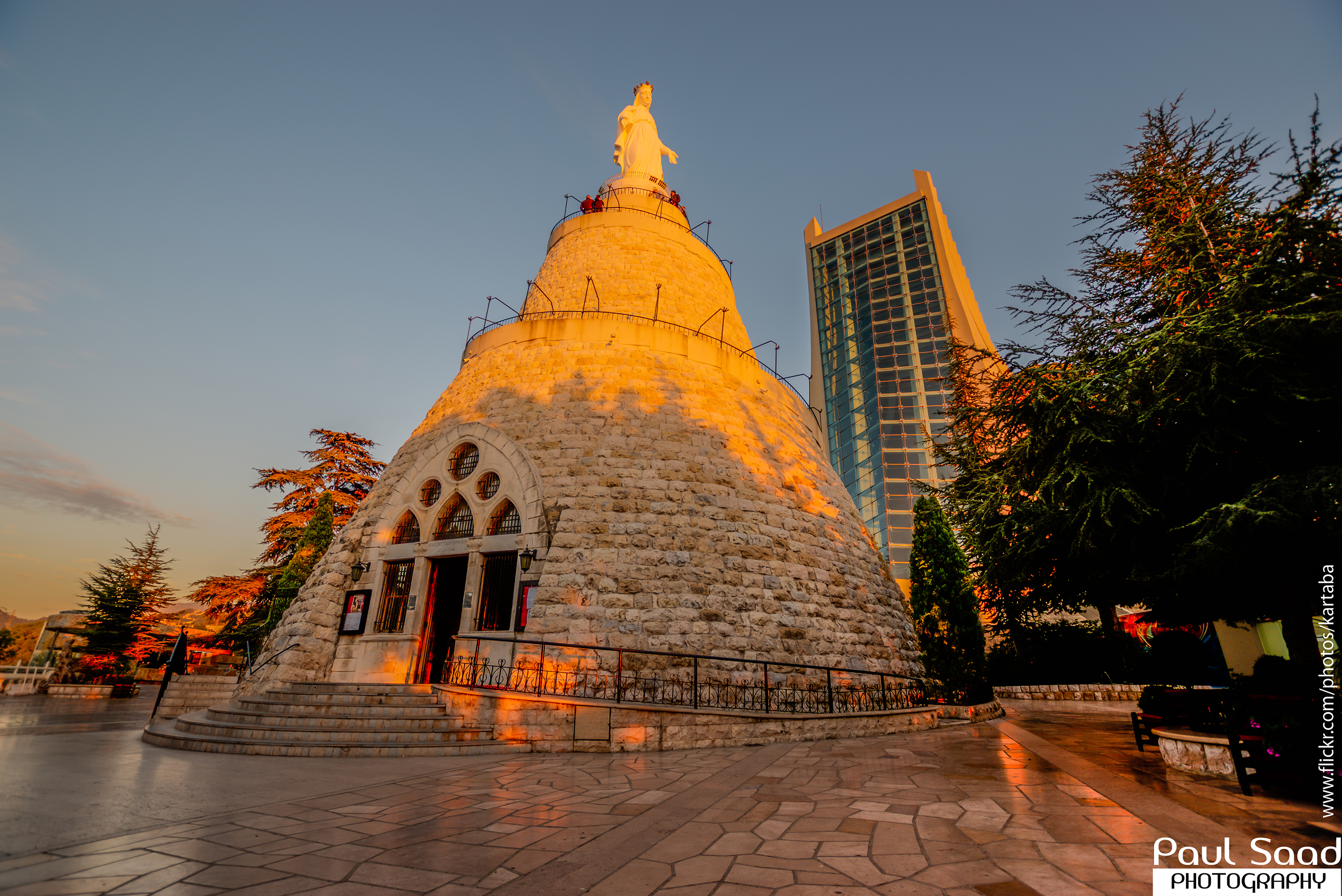
La chapelle est surmontée de la statue de Notre-Dame du Liban.
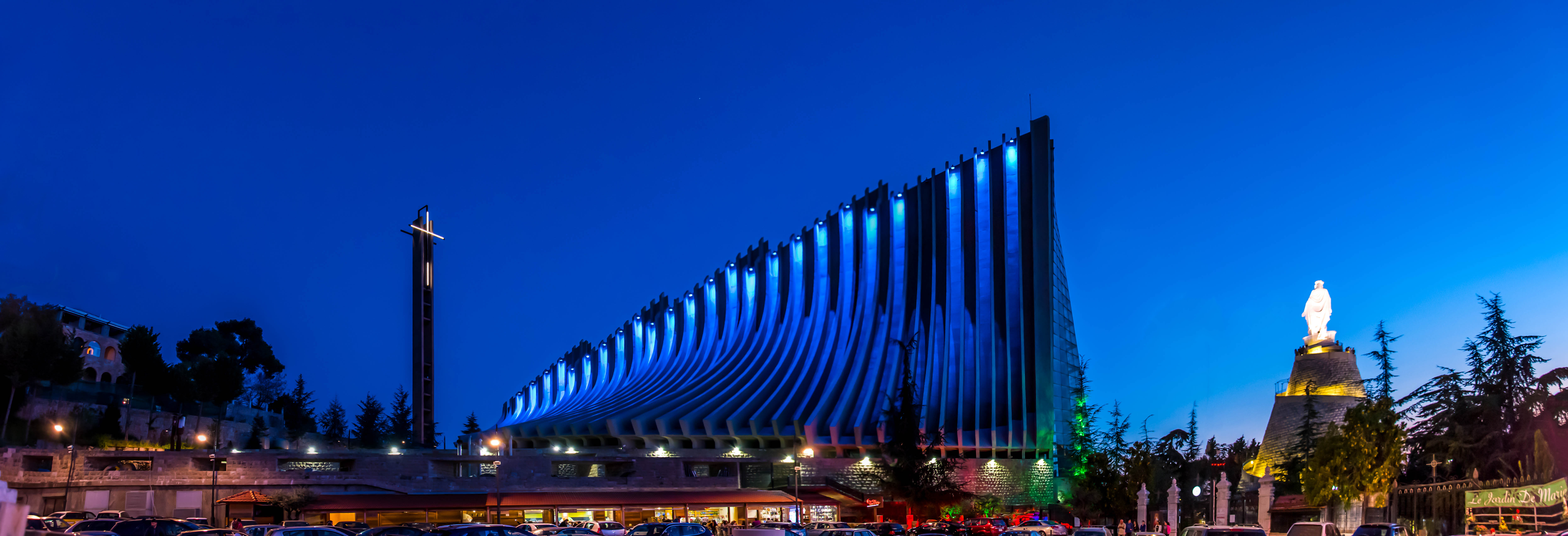
Le sanctuaire à la tombée de la nuit.
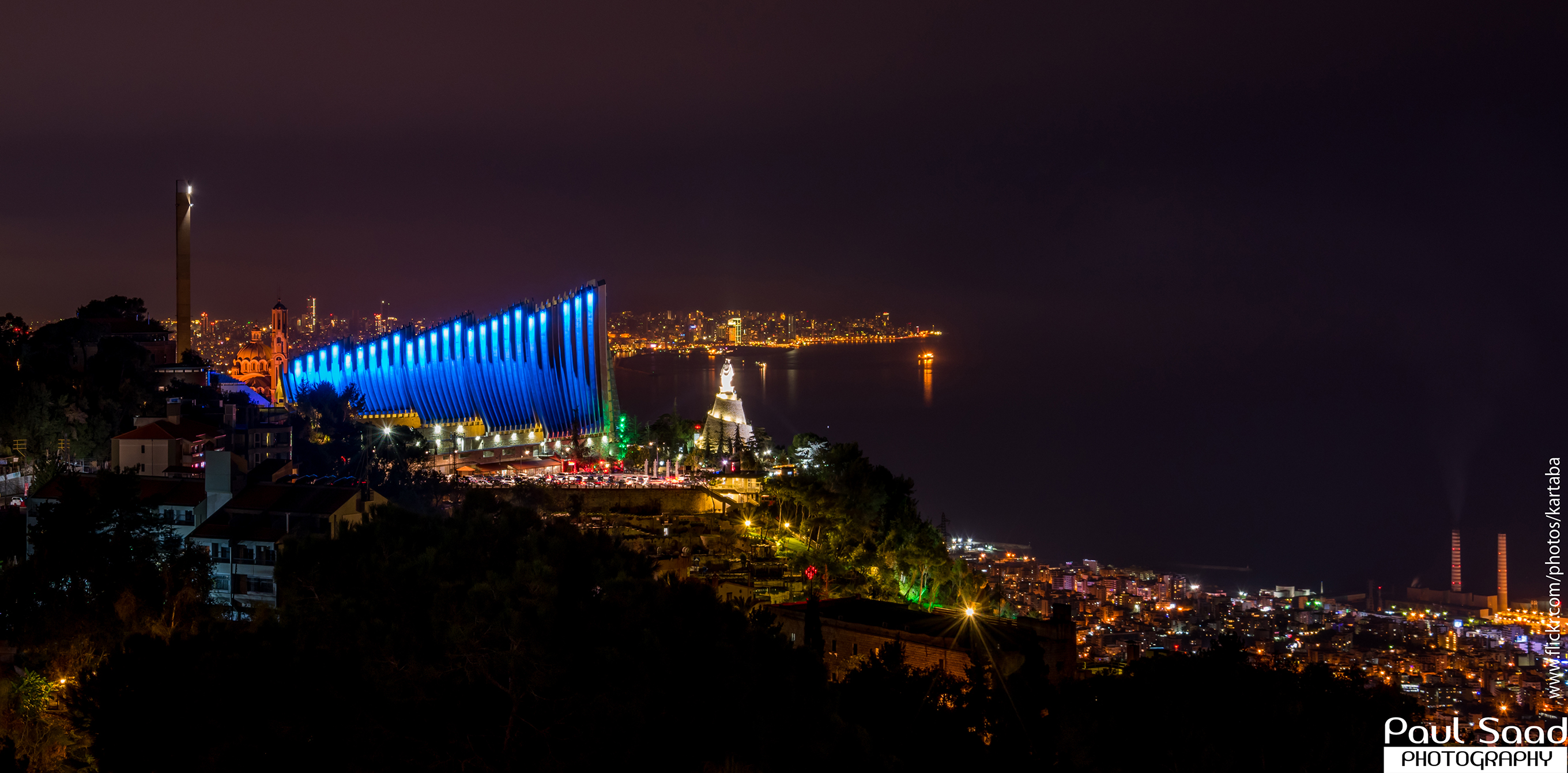
La basilique de Harissa vue depuis Bat’ha.
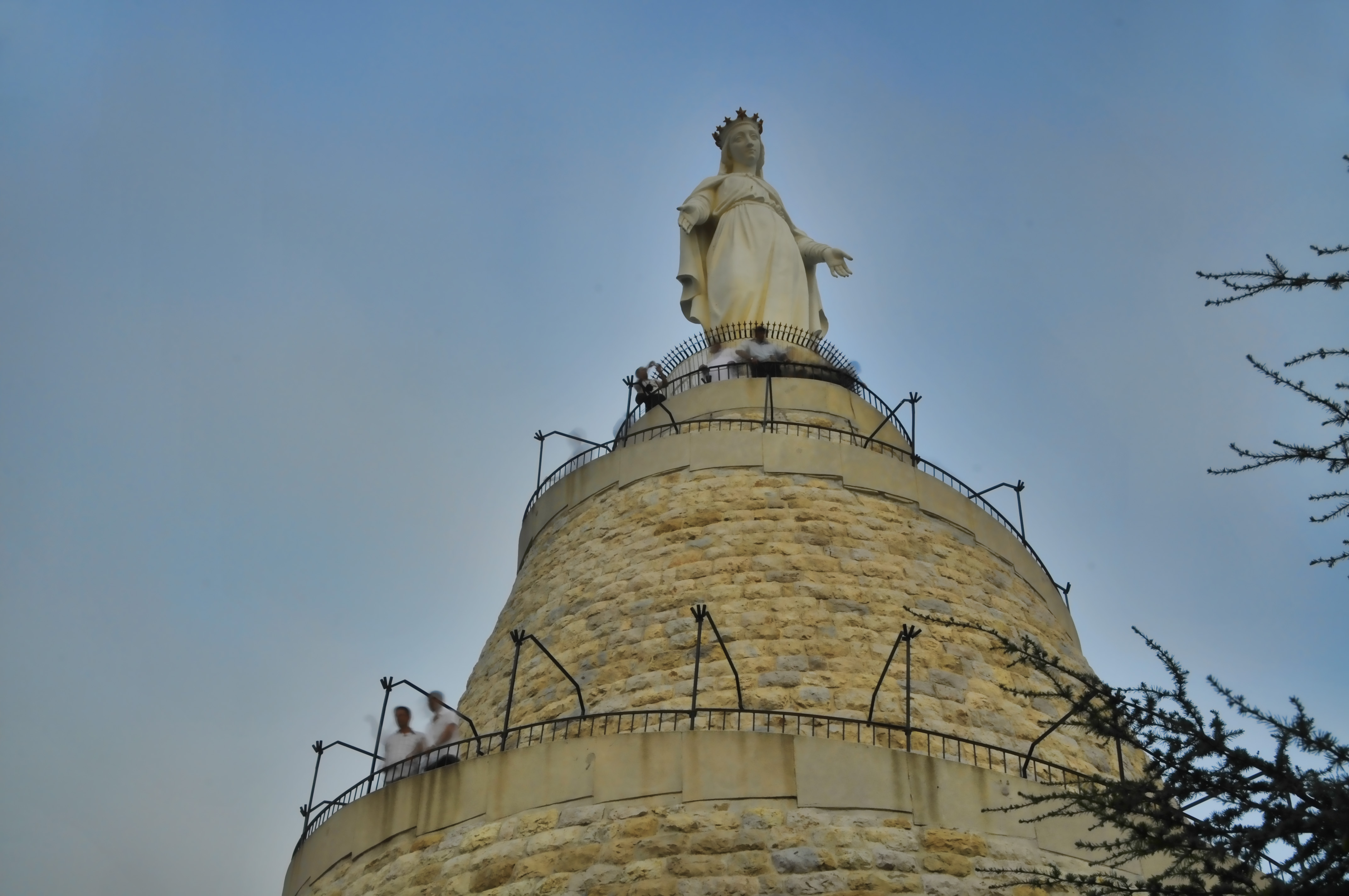
Notre-Dame du Liban au-dessus de la ville de Jounieh et de sa baie et regardant vers Beyrouth.
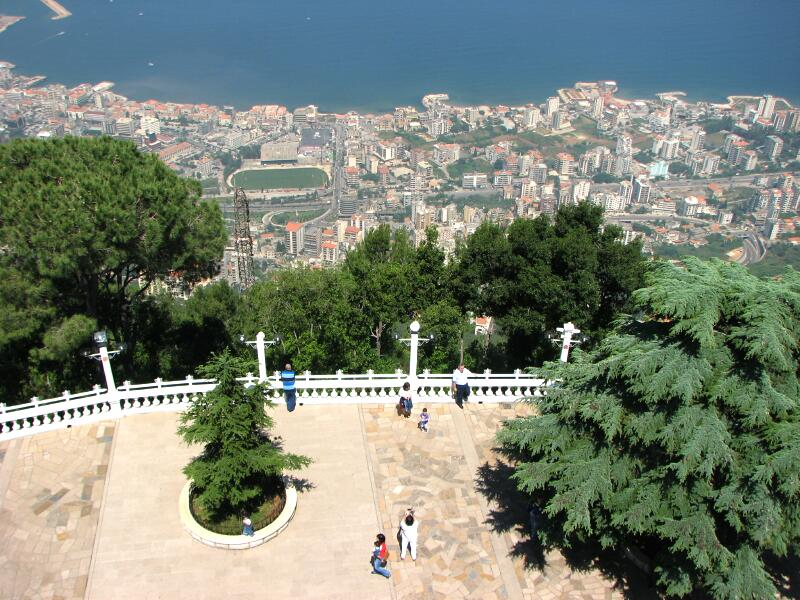
Vue depuis le sanctuaire.
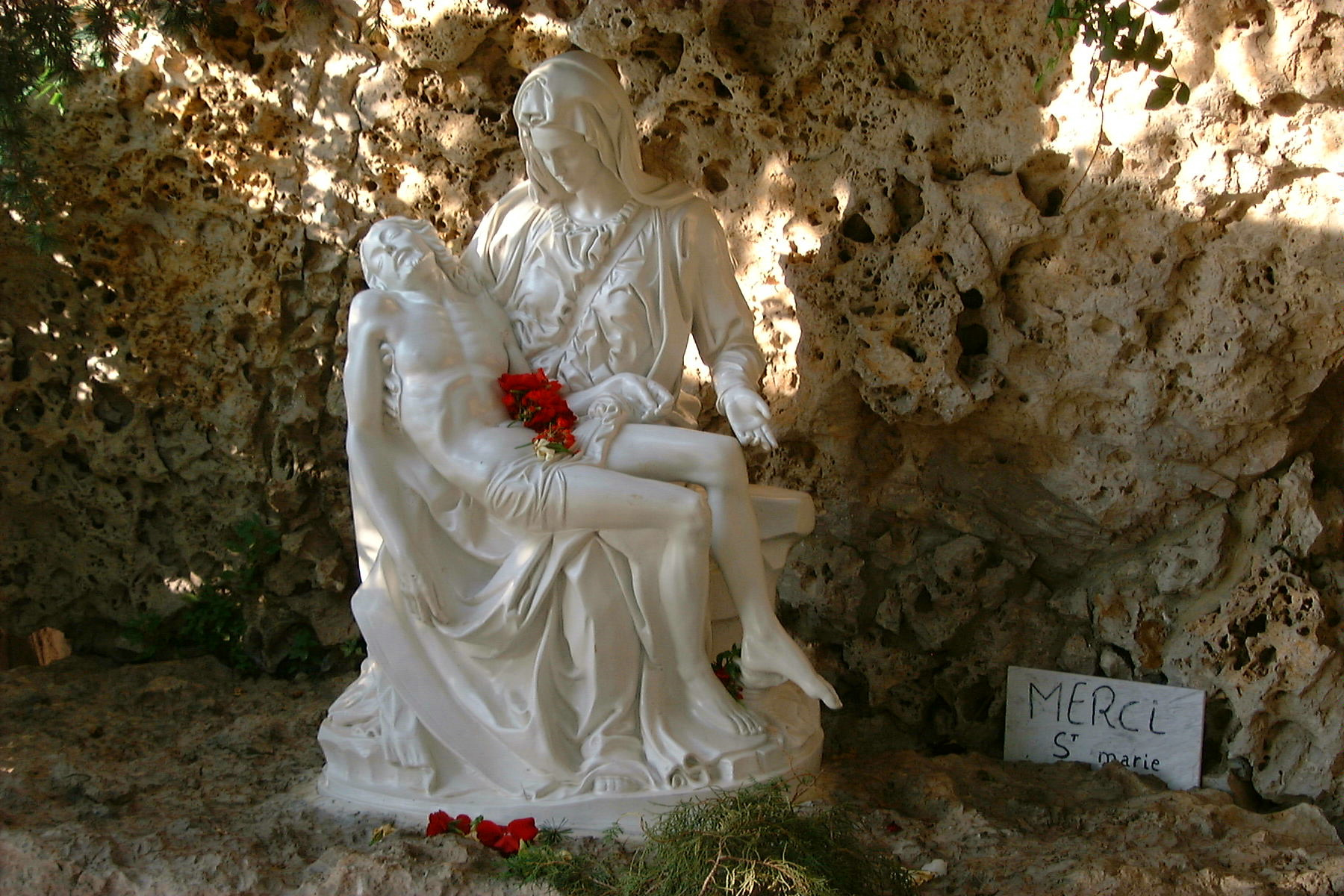
Réplique moderne de la Pietà de Michel-Ange au pied de la statue de Notre-Dame du Liban.
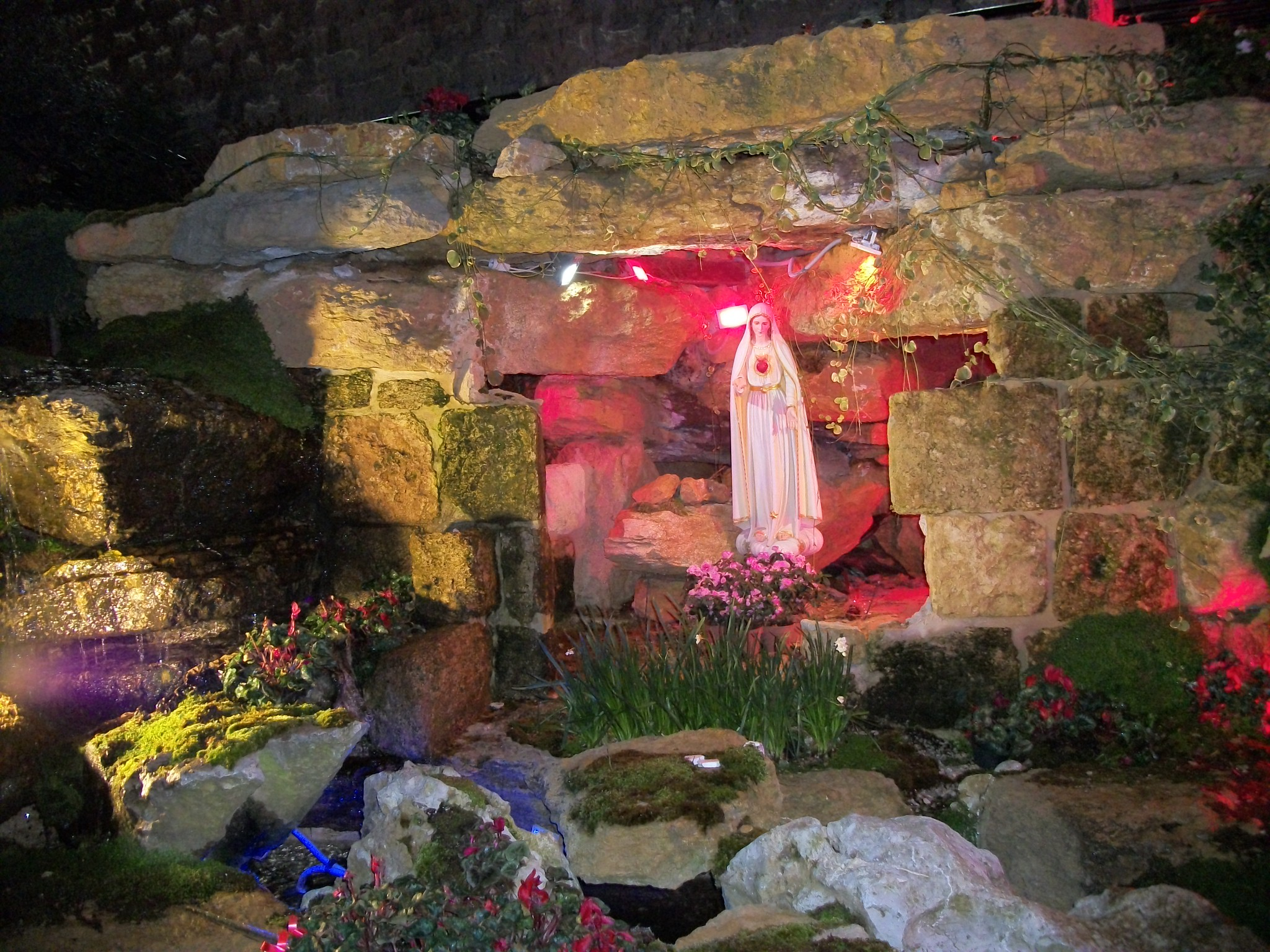
Statue de la Vierge avec son Cœur Immaculé.